# Кипнис, Исаак Нухимович
Исаа́к Ну́химович Ки́пнис (идиш איציק קיפּניס‎ — Ицик Кипнис; 12 декабря 1896, Словечно, Овручский уезд, Волынская губерния — 16 апреля 1974, Киев) — еврейский советский писатель, поэт и переводчик. Писал на идише.

## Биография
Родился в семье ремесленника-кожевника. Окончил хедер, получил частное образование. Первые его стихи появились в прессе, когда ему было 12 лет. Первоначально в своей трудовой деятельности пошёл по стопам отца, работал кожевником. Участвовал в Гражданской войне. В 1920 году был направлен профсоюзом кожевников на учёбу в Киев, где вошёл в литературную среду. Начиная с 1922 года широко печатался в советской еврейской прессе, опубликовал несколько поэтических сборников и книг для детей.
Во время Великой Отечественной войны находился в эвакуации в Саратове. Состоял в Союзе писателей Украинской ССР, но затем был исключён за «еврейский национализм». В 1948 году был арестован и отправлен в трудовой лагерь в Сибири. Был освобождён из заключения в 1955 году. Ему было разрешено вернуться на Украину, но было запрещено селиться в Киеве, поэтому после возвращения он жил в селе Боярка около столицы Украинской ССР. Возвратиться в Киев ему было разрешено в начале 1960-х годов, где он и прожил до конца жизни.

## Творчество
Известен не только как писатель, но и как переводчик: перевёл на идиш произведения многих классиков русской литературы, а также английской, американской, французской и испанской (Чехов, Шкловский, Жюль Верн, Марк Твен, Сервантес и другие), перевёл также некоторые свои стихи для детей на английский язык.
Из его произведений наиболее известны сборник стихов «Волы» (1923); повести «Месяцы и дни» (1926), «Мой городок Словечно» (1962), «Из дневника» (1965); роман «Дом» (1939), прозаические «Сказки для Лемеле» (1940); «Миниатюры» (1975).